# 문득 날아본 하늘
"문득 날아본 하늘"(Out Of The Blue, Out To The Blue)은 한국에서 제작된 안성애 감독의 2008년 영화이다. 김지인 등이 주연으로 출연하였고 이용주 등이 제작에 참여하였다.

## 출연

### 주연
- 김지인
- 이지오

## 기타
- 조명: 박상욱
- 조연출: 고명미
- 녹음: 공태원
- 미술: 이신혜